# Kara Mehmed Pasza
Kara Mehmed Pasza (zm. 10 sierpnia 1684 w Budzie) – ambasador Imperium Osmańskiego w Wiedniu w latach 1665-1666 i autor raportu napisanego po powrocie do Wysokiej Porty. Zginął w czasie obrony twierdzy Buda przed wojskami cesarskimi. 
Większość tureckich wezyrów zginęła w bitwie pod Szentgotthárd i na mocy zawartego pokoju postanowiono wymienić ambasadorów. Kara Mehmed był ulubieńcem Kara Mustafy i aby mógł używać tytułu Pasza został mianowany Bejlerbejem (gubernatorem) Rumelli. Do Wiednia przybył z darami w czerwcu 1665 roku. Po powrocie pełnił szereg funkcji na dworze. Przeniesiony został w 1671. Z uwagi na znajomość Wiednia został jednym z przywódców wojskowych w czasie wyprawy Kara Mustafy na Wiedeń w 1683. Po porażce pod Wiedniem i przegranej bitwie pod Parkanami brał udział w obronie twierdzy Buda, gdzie zginął.